# Monte Greylock
Il monte Greylock è il punto più elevato (1064 m) dello Stato USA del Massachusetts. È situato 8 km a sud/sud-ovest di North Adams, sulle Berkshire Hills. I visitatori possono accedere tramite una strada o, se si tratta di escursionisti, il Sentiero degli Appalachi fino alla cima, dove sorge una torre-faro di granito alta 28 m costruita nel 1932 come memoriale per le vittime della guerra. La cima, pianeggiante, ricade entro i confini della Mount Greylock State Reservation ed è popolare presso gli amanti degli sport invernali. Il Bascom Lodge (1937), posto sulla sommità, è aperto in estate ed autunno. Il nome Greylock è quello di un capo indiano della tribù dei Waranoke vissuto ai primi del XVIII secolo.

## Nella cultura di massa
Nel mondo di Harry Potter la scuola di Magia e Stregoneria di Ilvermorny è situata sul monte Greylock.